# Kanton Marolles-les-Braults
Kanton Marolles-les-Braults (fr. Canton de Marolles-les-Braults) je francouzský kanton v departementu Sarthe v regionu Pays de la Loire. Tvoří ho 17 obcí.

## Obce kantonu
- Avesnes-en-Saosnois
- Congé-sur-Orne
- Courgains
- Dangeul
- Dissé-sous-Ballon
- Lucé-sous-Ballon
- Marolles-les-Braults
- Meurcé
- Mézières-sur-Ponthouin
- Moncé-en-Saosnois
- Monhoudou
- Nauvay
- Nouans
- Peray
- René
- Saint-Aignan
- Thoigné